# Ryszard Knauff
Ryszard Knauff (ur. 22 października 1947, zm. 12 września 2013 w Nowym Jorku) – polski działacz opozycyjny w PRL, członek kierownictwa Niezależnej Oficyny Wydawniczej Nowa, prezes Wydawnictwa Naukowego PWN.

## Życiorys
Od 1977 należał do środowiska skupionego wokół Mirosława Chojeckiego, w ramach którego stworzono Niezależną Oficynę Wydawniczą Nowa, następnie wszedł w skład grupy kierującej tym wydawnictwem, odpowiadał m.in. za organizowanie lokali na drukarnie, przewożenie sprzętu drukarskiego, zaopatrzenie w papier i materiały drukarskie.
Odszedł z kierownictwa NOW-ej jeszcze przed powstaniem NSZZ „Solidarność”. W listopadzie 1981 wyjechał do USA.
W latach 1982–1992 pracował w bankach Irving Trust i Bank of New York, od 1992 był zatrudniony jako dyrektor zarządzający w konsorcjum LCHG, które stało się głównym udziałowcem prywatyzowanego Państwowego Wydawnictwa Naukowego. Wszedł do rady nadzorczej PWN, był jej przewodniczącym. W 2001 rada nadzorcza oddelegowała go do pełnienia funkcji prezesa zarządu, zaś w latach 2002–2003 był prezesem tej spółki wybranym w procesie rekrutacyjnym. Następnie powrócił do USA, prowadził firmę konsultingowo-inwestycyjną.